# Шуанхэ
Шуанхэ́ (уйг. قوشئۆگۈز شەھىرى‎, кит. упр. 双河, пиньинь Shuānghé) — городской уезд в Синьцзян-Уйгурском автономном районе КНР. Не входит ни в какие административные единицы, а подчиняется напрямую правительству автономного района. Китайское название «Шуанхэ» означает «две реки».

## История
Когда в середине VII века территория Синьцзяна вошла в состав китайской империи Тан, то было создано генерал-губернаторство Шуанхэ (双河都督府), названное в честь двух рек — Боро-Тала и Цзинхэ.
С 1985 года эта местность входила в состав городского уезда Боро-Тала, её развитием занималась 5-я дивизия Синьцзянского производственно-строительного корпуса. Решением Госсовета КНР от 25 января 2014 года Шуанхэ был выделен из состава городского уезда Боро-Тала в отдельный городской уезд, подчинённый непосредственно правительству Синьцзян-Уйгурского автономного района.